# Tràng Đà
Tràng Đà là một xã thuộc thành phố Tuyên Quang, tỉnh Tuyên Quang, Việt Nam.

## Địa lý
Xã Tràng Đà nằm ở phía bắc thành phố Tuyên Quang, cách trung tâm thành phố 5 km, có vị trí địa lý:
- Phía đông giáp phường Nông Tiến
- Phía tây giáp phường Tân Hà
- Phía nam giáp phường Minh Xuân
- Phía bắc giáp huyện Yên Sơn.

Xã Trảng Đà có diện tích 13,45 km², dân số năm 2022 là 6.000 người, mật độ dân số đạt 446 người/km².

## Hành chính
Xã Tràng Đà được chia thành 9 xóm: 1, 2, 3, 4, 5, 6, 7, 8, 9.

## Lịch sử
Ngày 26 tháng 7 năm 1968, Hội đồng Chính phủ ban hành Quyết định số 119-CP về việc chuyển xã Tràng Đà thuộc huyện Yên Sơn về thị xã Tuyên Quang quản lý.
Ngày 27 tháng 12 năm 1975, Quốc hội ban hành Nghị quyết về việc thành lập tỉnh Hà Tuyên trên cơ sở tỉnh Tuyên Quang và tỉnh Hà Giang. Khi đó, xã Tràng Đà thuộc thị xã Tuyên Quang, tỉnh Hà Tuyên.
Ngày 12 tháng 8 năm 1991, Quốc hội ban hành Nghị quyết về việc chia tỉnh Hà Tuyên thành tỉnh Tuyên Quang và tỉnh Hà Giang. Khi đó, xã Tràng Đà thuộc thị xã Tuyên Quang, tỉnh Tuyên Quang.
Ngày 2 tháng 7 năm 2010, Chính phủ ban hành Nghị quyết số 27/NQ-CP về việc thành lập thành phố Tuyên Quang thuộc tỉnh Tuyên Quang. Xã Tràng Đà trực thuộc thành phố Tuyên Quang.
Tính đến ngày 31 tháng 12 năm 2010, xã Tràng Đà có 16 xóm: 1, 2, 3, 4, 5, 6, 7, 8, 9, 10, 11, 12, 13, 14, 15, 16.
Ngày 19 tháng 3 năm 2019, HĐND tỉnh Tuyên Quang ban hành Nghị quyết số 02/NQ-HĐND về việc:
- Sáp nhập Xóm 2 vào Xóm 1.
- Thành lập Xóm 2 trên cơ sở Xóm 3 và Xóm 4.
- Thành lập Xóm 3 trên cơ sở Xóm 5.
- Thành lập Xóm 4 trên cơ sở Xóm 6 và Xóm 7.
- Thành lập Xóm 5 trên cơ sở 3 xóm: 8, 9, 10.
- Thành lập Xóm 6 trên cơ sở Xóm 11.
- Thành lập Xóm 7 trên cơ sở Xóm 12 và Xóm 13.
- Thành lập Xóm 8 trên cơ sở Xóm 14.
- Thành lập Xóm 9 trên cơ sở Xóm 15 và Xóm 16.

Xã Tràng Đà có 9 xóm: 1, 2, 3, 4, 5, 6, 7, 8, 9.